# Macrostemum subaequale
Macrostemum subaequale är en nattsländeart som först beskrevs av Banks 1920.  Macrostemum subaequale ingår i släktet Macrostemum och familjen ryssjenattsländor. Inga underarter finns listade i Catalogue of Life.